# Cantacuzène (Empire byzantin)
Pour les articles homonymes, voir Cantacuzène.
La maison de Cantacuzène (en grec : Καντακουζηνός, pl. Καντακουζηνοί), latinisé en Cantacuzenus et francisé en Cantacuzène, est l'une des familles nobles les plus importantes de l'Empire byzantin dans les derniers siècles avant sa disparition. C'est l'une des familles les plus riches de l'Empire et elle lui donne plusieurs gouverneurs et généraux de premier-plan, ainsi que deux empereurs byzantins. Les Cantacuzène se marient souvent avec des membres d'autres familles nobles byzantines telles que les Paléologue, les Philanthropène, les Assénides, les Tarchanéiote. La forme féminine du nom est Kantakouzéna (grec Καντακουζηνή), latinisée en Cantacuzena.

## Étymologie
L'origine du nom de la famille, selon Donald MacGillivray Nicol, fait l'objet d’hypothèses romantiques et de conjectures philologiques Le prince Michel Cantacuzino, un aristocrate du XVIIIe siècle qui faisait remonter ses ancêtres à cette famille byzantine, fournit des exemples du premier type de théories, notamment en affirmant que sa famille était issu d’un certain « Lucie Cusin » qui épousa une « Serafina Catina », et unit leurs noms de familles en un nom composé, « Ca(n)tacuzino ». Nicol préfère le second type d'explication, et reprend la théorie de Konstantinos Amantos, selon lequel Cantacuzène dérive du grec κατὰ-κουζηνᾶν ou κατὰ-κουζηνόν, lui-même issu de la localité de Kouzenas, un nom désignant la partie méridionale du mont Sipylos près de Smyrne. Nicol liste certains liens entre les Cantacuzène et ce lieu aux XIe et XIIIe siècles.

## Histoire
Les Cantacuzène apparaissent pour la première fois sous le règne d'Alexis Ier Comnène, quand un membre de la famille fit campagne contre les Coumans. Durant la période Comnène, la présence de membres de la famille comme officiels militaires est attestée : le sébaste Jean Cantacuzène fut tué à la bataille de Myriokephalon, tandis que son probable petit-fils, le césar Jean Cantacuzène, épousa Irène Ange, la sœur d'Isaac II Ange. À l’époque de la quatrième croisade, les Cantacuzène faisaient partie des plus grands propriétaires terriens de l'Empire.
Ils conservèrent leur importance pendant la période Paléologue. Michel Cantacuzène fut nommé gouverneur de Morée en 1308 et son fils, Jean VI Cantacuzène, devint mégas doméstikos, régent, puis empereur (1341-1354) avant d'abdiquer et de se retirer dans un monastère après une guerre civile. Le fils aîné de Jean VI, Mathieu Cantacuzène, fut co-empereur avec son père et prétendant (1353-1357) avant d’être capturé et forcé d'abdiquer lui aussi. Le fils cadet de Jean, Manuel Cantacuzène, resta despotes de Morée de 1349 à 1380. Des filles de Jean VI, Hélène Cantacuzène épousa le rival de Jean et Mathieu, Jean V Paléologue (r. 1341-1391), Marie épousa Nicéphore II Orsini d’Épire, et Théodora Cantacuzène épousa le bey ottoman Orhan.
Les deux fils de Mathieu, Jean et Démétrios, régnèrent sur la Morée pendant une courte période. 
On considère généralement que Jean, à propos de qui relativement peu de documents subsistent, est mort sans enfants et que les nombreux Cantacuzène de la génération suivante, ainsi que l’historien Théodore Spandounès et l’épouse du généalogiste Hugues Busac, descendent de Mathieu par Démétrios. Les descendants possibles de Démétrios (leur parenté exacte est incertaine) se trouvaient Georges, dit « Sachatai » ; Andronic Paléologue Cantacuzène, le dernier megas domestikos de l'Empire byzantin ; Irène, qui épousa Đurađ Branković ; Thomas, qui servit à la Cour de Branković ; Hélène, deuxième épouse de David II de Trébizonde ; et une fille dont on ignore le nom et qui devint peut-être reine de Géorgie.

## Généalogie
- Kantakouzenos, (v.1080 - ?)
  - (N Cantacuzène)
    - Jean Cantacuzène, (v.1125 - 17/9/1176) Sebastoi
      - Manuel Cantacuzène, (v.1160 - ap.1180)

  - N Cantacuzène, (v.1110 - ?)
    - Jean Cantacuzène, (v.1140 - ap.1186), César
      - (Michael?) Cantacuzène, (v.1188 - ap.1203)

    - Michel Cantacuzène, (v.1150 - ?);
      - Jean Cantacuzène, (1190 - av.1257) pinkernès;
        - Marie, (v.1238 - ap.1279), épouse Alexis Philès, puis Constantin Ier, puis Ivaïlo;
        - Théodora, (1240 - 6/12/1300), épouse de Georges Muzalon puis de Jean Raoul Pétraliphas;
        - Anne, (v.1245 - ap.1318), épouse de Nicéphore Ier Doukas;
        - Eugenia, (v.1246 - ?), épouse un Syrgiannès;
        - ? Ne, (v.1248 - ?), épouse de Théodore Mouzalon

    - ? Theodore Cantacuzène, (? - 1184)
      - ? N Cantacuzène, (v.1180 - ?)
        - ? Michel Cantacuzène, (v.1210 - 1264)
          - ? Manuel Cantacuzène, (v.1235 - ?)
            - Michel Cantacuzène (v.1264 - 1316), epitropos de Morée en 1308
              - Jean VI Cantacuzène (v.1295 - 15/61383), empereur romain de 1347 à 1354;
                - Mathieu Cantacuzène (v.1325 - 1383/91), co-empereur romain
                  - Jean Cantacuzène, (v.1342 - ap.1380);
                    - ? Theodore Kantakouzenos, (v.1361 - 1410);
                      - Théodora, (v.1382 - 12/11/1426), épouse de Alexis IV de Trébizonde
                      - Georges Paléologue Cantacuzène, (v.1385 - 1456/9);
                        - Théodore Cantacuzène, (v.1410 - v.1459);
                        - Manuel Cantacuzène, (v.1415 - 1470);
                        - Thomas Cantacuzène, (v.1415 - ?);
                        - Demetrios Cantacuzène, (v.1440 - ?);
                          - Michel Cantacuzène, (v.1470 - ?);
                            - Demetrios Cantacuzène, (v.1490 - ?);
                              - Michel Cantacuzène, (1515 - 3/3/1578), Archonte de Constantinople;
                                - Andronic Cantacuzène, (1553 - 1601);
                                  - Voir Maison Cantacuzène

                        - Ne, épouse de Georges Raoul;
                        - Ne, épouse de Nicolas Paleologue;
                        - Zoé Cantacuzène, épouse de Jacques II de Flory;
                        - Anne Cantacuzène, épouse de Vladislav Hercegović;
                        - Ne, grand-mère de Théodore Spandounès;

                      - Andronic Paléologue Cantacuzène, (v.1390 - 4/6/1453), Grand domestique;
                        - N Cantacuzène, (v.1430 - 4/6/1453)

                      - Thomas Cantacuzène, (v.1395 - 25/7/1463)
                      - Irène Cantacuzène, (v.1400 - 3/5/1457), épouse de Đurađ Branković;

                  - Démétrios Cantacuzène (vers 1343-1384), despote de Morée;
                  - Theodora, (v.1345 - ?), nonne à Constantinople;
                  - Hélène Asanina Cantacuzène (?- ap.1394), épouse de Louis Frédéric d'Aragon;
                  - Marie, (v.1348 - ?), épouse de Jean Lascaris;

                - Manuel Cantacuzène (vers 1326-1380), despote de Morée
                - Marie, (v.1328 - ap.1360), épouse de Nicéphore II Orsini;
                - Théodora Cantacuzène (v.1332 - v.1396), épouse Orhan;
                - Hélène (v.1333 - 10/12/1396), épouse de Jean V Paléologue
                - Andronic Cantacuzène, (1334 - 1347)

            - N Cantacuzène, (v.1270 - ?);
              - Ne Cantacuzène, (v.1300 - v.1325?), épouse de Constantin IV d'Arménie;
              - Nicéphore Cantacuzène, (v.1305 - ap.1450);
                - Theodora, (v.1340 - ap.1390), épouse de Alexis III de Trébizonde;